# Новый Шукстелим
Новый Шукстелим  — деревня в составе  Бабеевского сельского поселения Темниковского района Республики Мордовия.

## География
Находится на расстоянии примерно 5 километров на юго-восток от районного центра города Темников.

## Население
Постоянное население составляло 32 человека (мордва-мокша 100%) в 2002 году, 23 в 2010 году .